# Vignols
Vignols – miejscowość i gmina we Francji, w regionie Nowa Akwitania, w departamencie Corrèze.
Według danych na rok 1990 gminę zamieszkiwały 582 osoby, a gęstość zaludnienia wynosiła 38 osób/km² (wśród 747 gmin Limousin Vignols plasuje się na 224. miejscu pod względem liczby ludności, natomiast pod względem powierzchni na miejscu 437.).